# Sam Levene

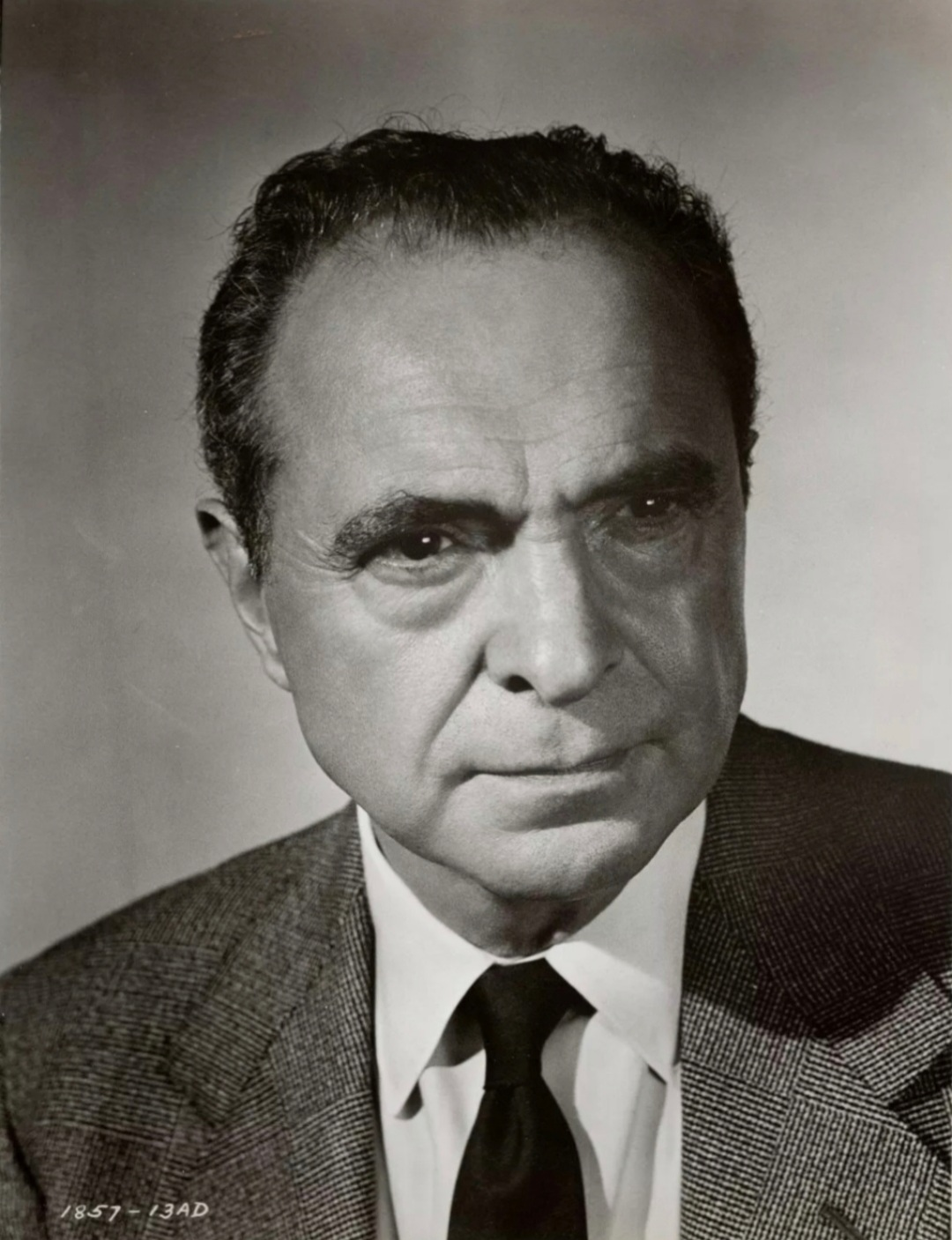
Sam Levene (1947)

Samuel „Sam“ Levene (* 28. August 1905 im Russischen Kaiserreich als Scholem Lewin; † 28. Dezember 1980 in New York City, New York) war ein US-amerikanischer Schauspieler.

## Leben und Karriere
Der gebürtige jüdische Russe Samuel Levene debütierte 1927 am Broadway in New York City. Er konnte sich auf den Theaterbühnen etablieren und spielte bis in die 1970er-Jahre in vielen hochkarätigen Produktionen, wobei er sich besonders in Komödien und Musicals profilierte. Er spielte oft wortgewandte und gewiefte Großstadtcharaktere mit sardonischem Humor. Zu seinen bekanntesten Rollen zählt der Würfelspieler Nathan Detroit in der Originalproduktion des Musicals Guys and Dolls. 1984 wurde er in die American Theater Hall of Fame aufgenommen.
Auf der Leinwand debütierte er in der 1936 erschienenen, von W. S. Van Dyke inszenierten Krimikomödie Dünner Mann, 2. Fall als Lt. Abrams an der Seite von William Powell, Myrna Loy und James Stewart. Die Rolle des heißblütigen Polizisten spielte er fünf Jahre später nochmals in der Fortsetzung Der Schatten des dünnen Mannes. Er trat in einer Reihe an Film noirs auf, darunter in Robert Siodmaks Genreklassiker Rächer der Unterwelt, erneut in der Rolle eines Polizisten. Mitunter spielte Levene auch weniger zynische Charaktere, sondern Figuren, die durch ihre jüdische Herkunft bestimmt und eher ruhig waren: so im Weltkriegsfilm Einsatz im Nordatlantik und als das Mordopfer in dem Antisemitismus thematisierenden Film noir Im Kreuzfeuer. Obgleich er in Film und Fernsehen im Gegensatz zu seinen Theaterrollen meist nur Nebendarsteller blieb, war er in diesem Medium bis kurz vor seinem Tod aktiv.
Am 28. Dezember 1980 verstarb Levene im Alter von 75 Jahren an den Folgen eines Herzinfarktes.

## Filmografie (Auswahl)
- 1936: Dünner Mann, 2. Fall (After the Thin Man)
- 1938: Engel aus zweiter Hand (The Shopworn Angel)
- 1939: Golden Boy
- 1941: Der Schatten des dünnen Mannes (Shadow of the Thin Man)
- 1943: Der Tolpatsch und die Schöne (I Dood It)
- 1943: Einsatz im Nordatlantik (Action in the North Atlantic)
- 1943: Unternehmen Donnerschlag (‘Gung Ho!’)
- 1946: Rächer der Unterwelt (The Killers)
- 1947: Im Kreuzfeuer (Crossfire)
- 1947: Zelle R 17 (Brute Force)
- 1947: Bumerang (Boomerang!)
- 1947: Killer McCoy
- 1948: The Babe Ruth Story
- 1950: Hotel der Verlorenen (Guilty Bystander)
- 1950: With These Hands
- 1956: Das schwache Geschlecht (The Opposite Sex)
- 1957: Dein Schicksal in meiner Hand (Sweet Smell of Success)
- 1957: Drei Schritte vor der Hölle (Slaughter on Tenth Avenue)
- 1957: Warum hab’ ich ja gesagt? (Designing Woman)
- 1969: Matzoukas, der Grieche (A Dream of Kings)
- 1971: So gute Freunde (Such Good Friends)
- 1976: Demon (God Told Me To)
- 1979: Allein zu zweit (À nous deux)
- 1979: Der Champ (The Champ)
- 1979: … und Gerechtigkeit für alle (…And Justice for All)
- 1979: Tödliche Umarmung (Last Embrace)